# Elisabeth von Rietberg
Elisabeth von Rietberg (* um 1483; † 13. Juni 1512) war als Frau des Grafen Edzard I. Gräfin von Ostfriesland. Elisabeth war die Tochter von Johann von Rietberg (* um 1450; † 1516) und seiner Frau Margarete zur Lippe. Ihr Onkel väterlicherseits war Konrad, der Bischof von Münster. Sein Vorgänger, Heinrich XXVII. von Schwarzburg hatte über alte Grafenrechte im ostfriesischen Emsgau verfügt, diese aber gegen Zahlung von 10.000 Gulden an Graf Edzard weitergeben.
Mit seinem Nachfolger Konrad schloss Edzard einen Handelsvertrag und festigte diese Verbindung, indem er um Elisabeth von Rietberg warb. Zugleich dokumentierte er damit ständisches Selbstbewusstsein, heiratete er damit doch als erster ostfriesischer Landesherr in den nichtfriesischen Adel ein. Am 27. Juli 1497 heirateten Edzard und Elisabeth von Rietberg. Das Paar hatte sieben Kinder, vier Töchter und drei Söhne. Nach dem frühen Tod seiner Frau führte Edzard in Ostfriesland die Primogenitur ein.